# شبكة عصبية ذات تغذية أمامية
الشبكة العصبية ذات التغذية الأمامية هي أحد النوعين الرئيسين للشبكات العصبية الاصطناعية، التي تتميز باتجاه تدفق المعلومات بين طبقاتها. ويكون تدفقه أحادي الاتجاه، أي أن المعلومات في النموذج تتدفق في اتجاه واحد فقط — للأمام — من عقد الإدخال، عبر العقد المخفية (إن وجدت)، إلى عقد الإخراج، بغير أي دورات أو حلقات على عكس الشبكات العصبية المتكررة التي لها تدفق ثنائي الاتجاه. تُدرب شبكات التغذية الأمامية الحديثة باستخدام طريقة الانتشار الخلفي ويشار إليها بالعامية باسم الشبكات العصبية «الفانيليا».